# Vonones sayi
Vonones sayi – gatunek kosarza z podrzędu Laniatores i rodziny Cosmetidae.

## Opis
Długość ciała tego gatunku wynosi około 6 mm. Ciało silnie zesklerotyzowane, ubarwione rdzawo-brązowo, często z Y-kształtną jaśniejszą plamą położoną za guzkiem ocznym i poprzecznym białym pasem wzdłuż tylnego obrzeża karapaksu. Ponadto mogą występować jeszcze jedna lub dwie białe pręgi. Nogogłaszczki masywne.

## Biotop
Kosarz ten występuje na terenach zalesionych, gdzie bywa znajdywany pod powalonymi pniakami lub kamieniami.

## Występowanie
Gatunek dotąd wykazany z Kuby (Santiago de Cuba), Meksyku (Nuevo León, Tamaulipas), Stanach Zjednoczonych (Alabama, Illinois, Indiana, Kentucky, Luizjana, Missisipi, Oklahoma, Tennessee, Teksas).